# Encanteri
Un encanteri és un ritu màgic que pretén alterar la realitat. Pot anomenar-se també conjur o sortilegi. Va néixer al Neolític i ha format part de la majoria de religions i mitologies, però el cristianisme va prohibir-ne l'ús per creure'l lligat al dimoni. Els encateris poden ser llançats només pels mags o persones iniciades per aquestes.
Sol contenir una paraula o frase màgica que desencadena el poder de la natura o crida una divinitat en ajuda del mag. Pot ajudar-se d'objectes com ara varetes, amulets o pocions elaborades amb herbes especials. Els cultes neopagans l'estructuren de manera similar a l'eucaristia cristiana, amb un inici, una invocació, un sacrifici i una cloenda. Determinats símbols poden potenciar el poder de l'encanteri, és per això que els mags s'envolten de robes amb aquests signes o els dibuixen a l'entorn del lloc on llançaran l'encanteri.
Els encanteris poden buscar convocar monstres, esperits o criatures secretes; sotmetre la voluntat d'una altra persona; alterar el curs normal dels esdeveniments o predir el futur.